# Giampiero Marini
Giampiero Marini (Lodi, 25 februari 1951) is een voormalig profvoetballer uit Italië, die onder meer uitkwam voor Internazionale. Hij speelde als middenvelder. Nadat hij zijn actieve loopbaan had beëindigd in 1986 stapte hij het trainersvak in. Onder zijn leiding won Internazionale in 1994 de UEFA Cup.

## Interlandcarrière
Marini, bijgenaamd Malik, speelde twintig officiële wedstrijden voor het Italiaans voetbalelftal. Onder leiding van bondscoach Enzo Bearzot maakte hij zijn debuut voor de Squadra Azzurra op 1 november 1980 in de WK-kwalificatiewedstrijd in Rome tegen Denemarken (2–0). Marini maakte deel uit van de nationale ploeg die in 1982 de wereldtitel won.

## Erelijst
- Italiaans kampioen: 1980
- Coppa Italia: 1978, 1982
- Wereldkampioen met Italië in 1982